# Communes du Maroc dans des aires de nomadisme
 (mai 2012).
 (juin 2009).
Les communes du Maroc dans des aires de nomadisme, telles que définies par un décret du 30 décembre 2008, publié le 1er janvier 2009 dans le Bulletin officiel du Royaume du Maroc, sont au nombre de 126.
Elles sont réparties dans huit régions administratives sur seize et dix-huit provinces sur soixante-quinze préfectures ou provinces (les préfectures étant à dominante urbaine et les provinces à dominante rurale). La région de Fès-Boulemane est celle qui en possède le moins (une seule située dans la province de Boulemane), et celle de Meknès-Tafilalet, le plus (trente-quatre), tandis qu'au niveau des provinces, leur nombre varie de un (province de Boulemane) à vingt-trois (province d'Errachidia).

## Fès-Boulemane

### Province de Boulemane
- Tissaf

## Guelmim-Es Semara

### Province d'Assa-Zag
- Aouint Lahna
- Aouint Yghomane
- Touizgui
- Labouirat
- Al Mahbass

### Province d'Es Semara
- Jdiriya
- Sidi Ahmed Laaroussi
- Amgala
- Haouza
- Tifariti

### Province de Guelmim
- Ifrane Atlas Saghir
- Taghjijt
- Amtdi
- Aday
- Aferkat
- Asrir
- Tiglit
- Fask
- Rass Oumlil
- Labyar
- Echatea El Abied

### Province de Tan-Tan
- Ben Khlil
- Chbika
- Abteh
- Msied
- Tilemzoun

## Laayoune-Boujdour-Sakia el Hamra

### Province de Boujdour
- Lamssid
- Gueltat Zemmour
- Jraifia

### Province de Laayoune
- Daoura
- El Hagounia
- Akhfennir
- Tah
- Boukraa
- Dcheira
- Foum El Oued

## Meknès-Tafilalet

### Province d'Errachidia
- Aït Hani
- Amellagou
- Assoul
- M'Ssici
- H'Ssyia
- Alnif
- Er-Rissani
- Sidi Ali
- Aoufous
- Er-Rteb
- Oued Naam
- Chorfa M'Daghra
- Lkheng
- Aghbalou-N'Kerdous
- Melaab
- Ferkia El Oulia
- Amouguer
- Imilchil
- Bou Azmou
- Outerbat
- Zaouïat Sidi Hamza
- Guir
- Gourrama
- Taouz

### Province de Khenifra
- Aït Saadelli
- Kerrouchen
- Sidi Lamine
- El Borj
- Moha ou Hammou Zayani
- Aguelmam Azegza
- Lehri
- Oum Rabia
- El Hammam
- Aït Izdeg
- Mibladen

## Oriental

### Province de Figuig
- Bouanane
- Aïn Chouater
- Boumerieme
- Talsint
- Bouchaouene
- Beni Guil
- Abbou Lakhal
- Maatarka
- Tendrara

### Province de Jerada
- Gafait
- Lebkhata
- Sidi Boubker
- Tiouli
- Bani Mathar
- Ouled Sidi Abdelhakem
- Mrija
- Oulad Ghziyel

### Province de Taourirt
- El Atef
- Oulad M'Hammed

## Oued ed Dahab-Lagouira

### Province d'Aousserd
- Lagouira
- Bir Gandouz
- Aousserd
- Aghouinite
- Zoug
- Tichla

### Province d'Oued ed Dahab
- El Argoub
- Imlili
- Bir Anzarane
- Gleibat El Foula
- Oum Dreyga
- Mijik

## Souss-Massa-Draa

### Province de Ouarzazate
- Aït Sedrate Sahl Charkia
- Aït Sedrate Sahl El Gharbia
- Aït Ouassif
- Ighil n'Oumgoun
- Souk Lakhmis Dadès
- Ikniouen
- M'semrir
- Tilmi
- Aït El Farsi

### Province de Taroudant
- Sidi Dahmane
- Freija

### Province de Zagora
- M'Hamid El Ghizlane
- Tagounite
- Ktaoua
- Aït Boudaoud
- Tazarine
- Nkob

## Tadla-Azilal

### Province d'Azilal
- Tabant
- Aït Bou Oulli
- Zaouiat Ahansal
- Aït Tamlii
- Tiffert N'Aït Hamza
- Aït Ouqabli
- Tagleft